# Арнольд Дік
Арнольд Дік (англ. Arnold (Abram Bernhard) Dyck; 19 січня 1889, Гохфельд (нім. Hochfeld), Катеринославщина, Україна — 10 липня 1970, Дарлатен, Німеччина) — канадський журналіст, письменник.

## Життєпис
Навчався в Петербурзі та Німеччині.
Емігрував 1923 року до Канади, проживав у німецькому селищі Штайнбах, Манітоба.
Не утвердившись як живописець, розпочав журнально-видавничу діяльність, заснував у 1924 тижневик «Штайнбах-Пост» (нім. Steinbach Post). З 1935 року видавав щомісячний літературно-культурний журнал «Варта менонітського народу» (нім. Mennonitische Volkswarte), оскільки життя менонітів, переселених ще за царя Павла І у південноукраїнські степи, а згодом — у Канаду, стало основною темою творчості письменника.
Видав автобіографічний роман «Загублені у степу» — своєрідний прозовий шедевр ностальгічного змісту. Написав 13-томну історію менонітів, котрих доля закинула в Російську імперію. Останні роки життя Арнольд Дік прожив у Німеччині.
У Канаді популярність А. Діку принесли історії про пригоди двох наївних фермерів-менонітів Купа та Буа («Куп і Буа їдуть у Торонто», «Куп і Буа в Німеччині»).

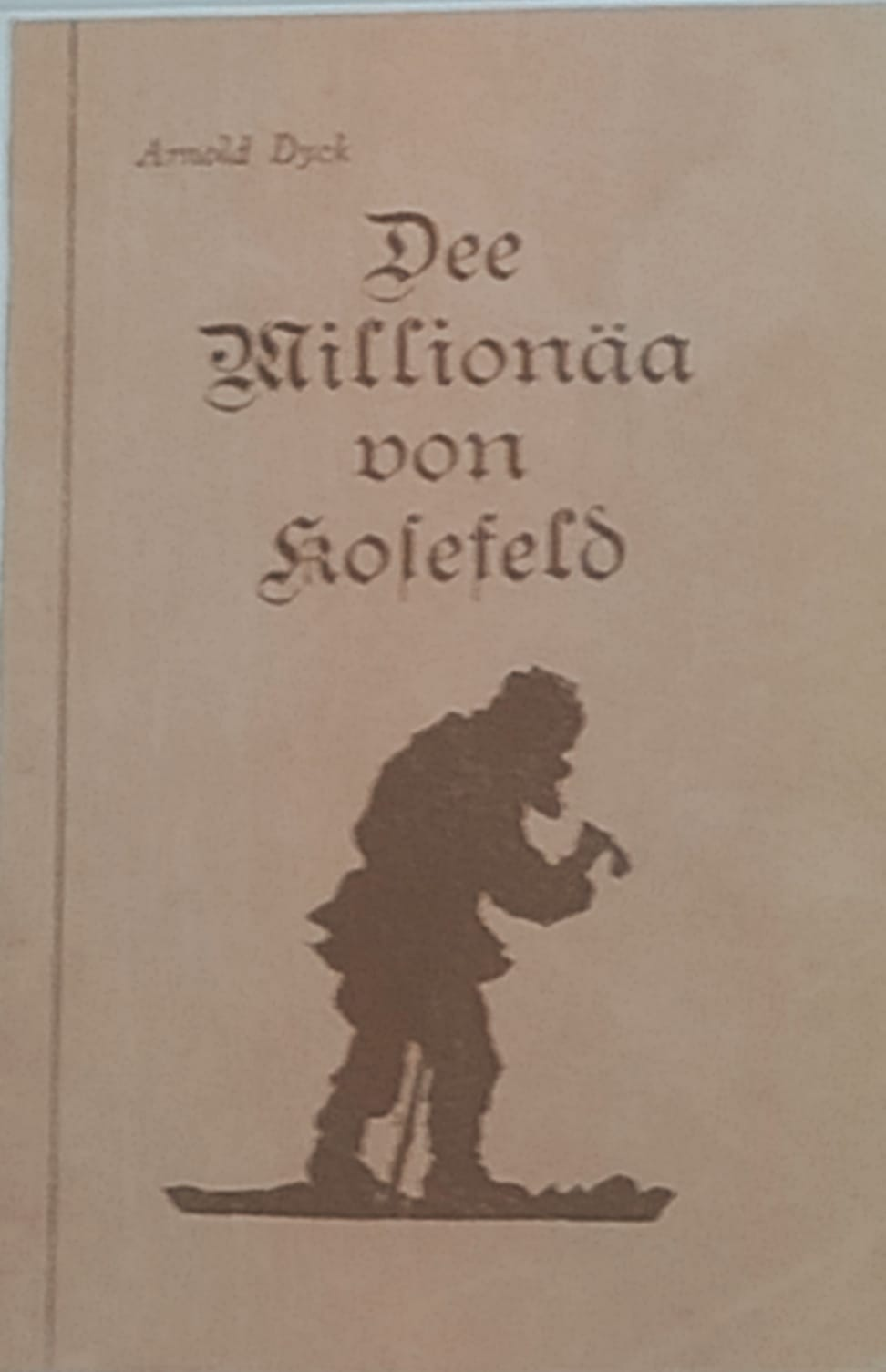
Арнольд Дік